# Elecciones presidenciales de Estados Unidos de 2016 en Carolina del Norte
Las elecciones presidenciales de los Estados Unidos de 2016 en Carolina del Norte se celebraron el martes 8 de noviembre de 2016, como parte de las Elecciones presidenciales de Estados Unidos de 2016, en las que participaron los 50 estados más el Distrito de Columbia. Los votantes de Carolina del Norte eligieron a los electores para que los representaran en el Colegio electoral a través del voto popular, enfrentando al candidato del Partido Republicano, el empresario Donald Trump y al gobernador de Indiana Mike Pence, contra la candidata del Partido Demócrata, la ex Secretaria de Estado Hillary Clinton y a su compañero de fórmula el senador de Virginia Tim Kaine, Carolina del Norte tenía 15 votos electorales en el Colegio Electoral.
Trump ganó el estado con el 49.83% de los votos, una pequeña disminución con respecto al porcentaje de votos de Mitt Romney en 2012. Sin embargo, ganó por un margen del 3.67%, un aumento del 1.62% en comparación con el margen de Romney en 2012. Por el contrario, Clinton obtuvo el 46,17% de los votos, una disminución de más del 2% en 2012, cuando Obama ganó el 48.35% de los votos. Aunque ambos candidatos vieron disminuciones en la participación de votos en comparación con 2012, Trump y Clinton obtuvieron más votos que los candidatos de las elecciones anteriores debido a una mayor participación electoral en estas elecciones. Trump dio la vuelta a siete condados a la columna republicana y fue el primer republicano en ganar los condados de Robeson, Richmond  y Gates desde Richard Nixon en 1972. Clinton cambió solo un condado a la columna demócrata, el condado de Watauga, hogar de Boone.
Trump se convirtió en el primer republicano en ganar la Casa Blanca sin llevar el condado de Watauga desde James A. Garfield en 1880, así como el primero en hacerlo sin llevar los condados de Bumcombe o Forsyth desde Calvin Coolidge en 1924, el primero en hacerlo sin llevar el condado de Wake desde Dwight D. Eisenhower en 1956, y el primero en hacerlo sin llevar los condados de Pitt o Wilson desde Richard Nixon en 1968. También fue la primera vez desde 1980 que Carolina del Norte votó más demócrata que Ohio.

## Resultados
| Partido             | Partido             | Candidato           | Votos     | %     |
| ------------------- | ------------------- | ------------------- | --------- | ----- |
|                     | Republicano         | Donald Trump        | 2,362,631 | 49.83 |
|                     | Demócrata           | Hillary Clinton     | 2,189,316 | 46.17 |
|                     | Libertario          | Gary Johnson        | 130,126   | 2.74  |
|                     | Verde               | Jill Stein          | 12,105    | 0.26  |
| Otros o por escrito | Otros o por escrito | Otros o por escrito | 47,386    | 1.00  |
|                     |                     |                     |           |       |
| Total               | Total               | Total               | 4,741,564 | 100   |
|                     |                     |                     |           |       |
| Fuente:             |                     |                     |           |       |